# 戈森-新齐陶
戈森-新齐陶（德語：Gosen-Neu Zittau）是德国勃兰登堡州的市镇，隶属于奥得-施普雷县，总面积为15.26平方千米，截至2020年总人口为3188人。